# Lindbergs församling
Lindbergs församling var en församling i Göteborgs stift i Varbergs kommun i Hallands län. Församlingen uppgick 2010 i Lindberga församling.

## Administrativ historik
Församlingen har medeltida ursprung. 
Omkring 1420 utbröts Nya Varbergs församling som sedan senast 1612 åter införlivades. Församlingen var till 1616 moderförsamling i pastoratet Lindberg och Torpa. Från 1616 till 1882 var församlingen annexförsamling i pastoratet Varberg, Lindberg och Torpa. Från 1882 till 2010 var den åter moderförsamling i pastoratet Lindberg och Torpa som 1962 utökades med Valinge och Stamnareds församlingar.  Församlingen uppgick 2010 i Lindberga församling.

## Kyrkor
- Lindbergs kyrka